# Asz-Szaukatlijja
Asz-Szaukatlijja (arab. الشوكتلية) – miejscowość w Syrii, w muhafazie Damaszek. W 2004 roku liczyła 775 mieszkańców.